# Тискино
Ти́скино — деревня в Колпашевском районе Томской области, Россия. Входит в состав Саровского сельского поселения. На картах XX в. отмечается Тискинский яр.

## История
Исторический населённый пункт южных селькупов (группа сюссыкум). Отрезок Оби (примерно 1210–1280 км) входил в состав Мало-Чурубарской (Тискинской) инородческой волости. Юрты Тискины располагаются на 1210 км левого берега Оби, напротив Мунжарского/Маджарского острова, который образуют Кальджинская и Маджарская протоки. Жители – остяки Логиновы, Тагановы. В 1897 г.: 6 хозяйств – 18 человек селькупов и 2 русских жителя. В 1911 г.: 19 хозяйств – 25 селькупов и 58 русских.
Названия на сондровском диалекте южноселькупского языка: Эувдаре́д (букв. забытая деревня), Tiu-čenet, Önd’erit, Ӯд’ар’еды.
Основана в 1858 г. В 1926 году деревня Тискина состояла из 47 хозяйств, основное население — русские. Центр Тискинского сельсовета Колпашевского района Томского округа Сибирского края.

## Население
| 1910 | 1920 | 1926 | 2002 | 2010 | 2012 | 2013 |
| ---- | ---- | ---- | ---- | ---- | ---- | ---- |
| 83   | ↗199 | ↗227 | ↗253 | ↘138 | ↘132 | ↘128 |
| 2014 | 2015 | 2021 |      |      |      |      |
| ↘127 | ↘124 | ↘39  |      |      |      |      |